# Dan Walker
Daniel Meirion Walker (Crawley, Sussex Occidental, 19 de marzo de 1977) es un periodista, locutor y presentador de televisión británico. Actualmente presenta 5 News en Channel 5.
Fue el presentador de Football Focus de 2009 a 2021 y BBC Breakfast desde 2016. También presentó programas en BBC Radio 5 Live y ha presentado Sportoday en BBC News Channel y BBC World News, además de informar regularmente para Final Score y Match of the Day.

## Primeros años
Walker nació el 19 de marzo de 1977 en Crawley, Sussex, de madre galesa. Vivió en Crawley hasta los 18 años, donde asistió a la escuela primaria Ifield, la escuela secundaria Three Bridges y la escuela secundaria Hazelwick. Obtuvo una licenciatura en historia en 1998 y una maestría en estudios de periodismo en 1999 en la Universidad de Sheffield.

## Carrera

### Radio
La carrera profesional de radiodifusión de Walker comenzó con su experiencia laboral en Hallam FM de Sheffield. Adquirió la experiencia laboral después de ganar un concurso para jóvenes comentaristas deportivos. En 1999, Walker pasó a una carrera de tiempo completo con un período de cuatro años como presentador deportivo y comentarista de Key 103 de Manchester. En su tiempo en la estación, presentó el programa deportivo regular entre semana (a menudo retransmitiendo desde los partidos de la Liga de Campeones de la UEFA en Old Trafford del Manchester United) y también apareció como corresponsal deportivo para el programa de Mike Toolan.

### Televisión
Walker pasó a la televisión con un período de seis meses en Granada Television en Manchester, apareciendo como comentarista en el programa Football League Review antes de unirse al programa regional de noticias de la BBC North West Tonight. Durante este tiempo, fue nominado a varios premios y ganó el Premio deportivo de la Royal Television Society en 2005 como Presentador deportivo regional del año. No pudo asistir a la ceremonia porque estaba cubriendo la final de la Champions League en Estambul.
En 2006, comenzó a trabajar en Londres y en 2008 comenzó a presentar y reportar en Wimbledon, The Open, Aintree, Ascot y el Derby de Epsom, así como en el Torneo de las Seis Naciones.
En agosto de 2009, Walker reemplazó a Manish Bhasin como presentador de Football Focus. También presenta la vista previa del viernes basada en la web Friday Focus y escribe un blog en el sitio web de la BBC donde habla sobre el espectáculo y el fútbol en general.
Walker formó parte del equipo de BBC Sport que cubrió la Copa Mundial de Fútbol de 2010. Pasó el torneo viajando desde Ciudad del Cabo al comienzo del torneo a Johannesburgo para la final en un autobús de dos pisos, filmando paquetes que se mostrarían como parte de la cobertura televisiva y en línea, y brindando comentarios y noticias a través de los canales en línea de la BBC y Twitter.
El 26 de noviembre de 2011, Gary Speed apareció como invitado en Football Focus con Walker. Los dos hombres pasaron un total de unas cuatro horas juntos ese día. Walker dijo de Speed: «Siempre lo encontré amable, divertido, inteligente y perspicaz. Lo encontré como un tipo excelente y realmente disfruté de su compañía». A la mañana siguiente, el domingo 27 de noviembre de 2011, Walker recibió la noticia de que Speed había muerto ahorcado en su casa de Cheshire. Walker dijo que estaba «aturdido» por la muerte y que estaba «increíblemente entristecido». Conocía a Speed desde hacía bastante tiempo y había jugado fútbol con él en un partido benéfico dos meses antes. En marzo de 2012, Walker dijo que estaba «asombrado por la profundidad de los sentimientos y la conmoción» el domingo cuando se anunció la muerte de Speed.
Además de su trabajo televisivo, presentó Afternoon Edition todos los lunes y jueves en BBC Radio 5 Live hasta 2016, y anteriormente presentó programas en la salida de deportes nocturnos de la estación.
En 2016, Walker reemplazó a Bill Turnbull como presentador de BBC Breakfast. Su primer programa se emitió el 29 de febrero y actualmente copresenta el programa de lunes a miércoles con Louise Minchin hasta mediados de 2021, y con Sally Nugent desde finales de 2021 en adelante. Walker presentó el segmento «choque de titanes» del teletón Sport Relief. Junto con eso, Walker también informó para los Juegos Olímpicos de Río de Janeiro 2016.
En enero de 2019, tuvo la oportunidad de reunirse con Tony Foulds, en Endcliffe Park, Sheffield, donde Foulds mantenía voluntariamente el monumento "Mi Amigo". Foulds, que entonces tenía ocho años, estaba en Endcliffe Park cuando un bombardero Boeing B-17 Flying Fortress del USAAC se estrelló en el parque en febrero de 1944; el accidente mató a los diez hombres a bordo. El piloto aparentemente trató de evitar a Foulds y sus amigos. Después de la reunión, Walker inició una campaña en las redes sociales para organizar un vuelo en el parque. La campaña fue exitosa y el paso aéreo tuvo lugar el 22 de febrero de 2019, el 75 aniversario del accidente. El evento fue transmitido a nivel nacional y miles de personas, incluidas las familias de los aviadores involucrados en el accidente, asistieron al vuelo.
En noviembre de 2020, fue confirmado como el nuevo presentador de The NFL Show luego de la decisión del presentador anterior Mark Chapman de renunciar.
Dejó Football Focus después de 12 años el 22 de mayo de 2021; continuó como presentador en BBC Breakfast y BBC Sport.
El 10 de agosto de 2021, se anunció que Walker competiría en la decimonovena temporada de Strictly Come Dancing. Fue emparejado con la bailarina profesional ucraniano-eslovena Nadiya Bychkova. Ellos fueron eliminados en la undécima semana de competencia, quedando en el quinto puesto.
El 4 de abril de 2022, Walker anunció, a través de un video de Twitter, que dejaría la BBC para pasar a Channel 5. El 6 de junio de 2022, Walker hizo su debut en las noticias del canal, informando en vivo desde el 10 de Downing Street cuando el primer ministro Boris Johnson sobrevivió a un voto de censura.

## Trabajo de caridad
Walker es un patrocinador activo de varias organizaciones benéficas, incluida la organización benéfica Sheffield Children's Hospital, junto con Jessica Ennis-Hill, Michael Vaughan y Lee Westwood. Escaló el monte Kilimanjaro para el Comic Relief con otras celebridades en 2019.

## Vida personal
Walker está casado con Sara. La pareja se conoció en la Universidad de Sheffield y tienen tres hijos, dos niñas y un niño. Viven en Sheffield. Es un cristiano practicante que ha mantenido su posición de no trabajar los domingos a lo largo de su carrera. Su educación espiritual provino en gran parte a través de la tradición cristiana evangélica y su perfil más alto en la BBC atrajo informes de los medios que destacaban a los grupos cristianos marginales e infirieron que el propio Walker tenía creencias «locas». Walker luego aclaró a través de su vocero que él era simplemente un cristiano que cree que Dios está detrás de la creación.
Apoya al Crawley Town Football Club, también conocido como The Reds y Red Devils.